# 稔台站
稔台站（日语：／ Minoridai eki */?）是一個位於日本千葉縣松戶市松戶新田，屬於京成電鐵松戶線的鐵路車站。車站編號是KS85。
站名的由來是附近的町名「稔台」，位於此站與松戶新田之間。

## 歷史
- 1955年（昭和30年）4月21日 - 車站啟用。

## 車站構造
對向式月台2面2線的地面車站。兩月台以跨線天橋連絡。

### 月台配置
| 月台 | 路線   | 方向 | 目的地                                                 |
| ---- | ------ | ---- | ------------------------------------------------------ |
| 1    | 松戶線 | 下行 | 八柱、新鎌谷、北習志野、新津田沼、京成津田沼、千葉方向 |
| 2    | 松戶線 | 上行 | 松戶方向                                               |

## 使用情況
2018年平均每天上下車人次有8,785人，在新京成線（当时）內排行第17位。
近年一日平均上車人次如下表。
| 年度               | 一日平均 上車人次 |
| ------------------ | ----------------- |
| 2007年（平成19年） | 3,728             |
| 2008年（平成20年） | 3,768             |
| 2009年（平成21年） | 3,792             |
| 2010年（平成22年） | 3,769             |
| 2011年（平成23年） | 3,827             |
| 2012年（平成24年） | 4,053             |
| 2013年（平成25年） | 4,169             |
| 2014年（平成26年） | 4,152             |
| 2015年（平成27年） | 4,282             |
| 2016年（平成28年） | 4,318             |
| 2017年（平成29年） | 4,407             |

## 相鄰車站
京成電鐵
 松戶線
松戶新田（KS86）－稔台（KS85）－八柱（KS84）

## 外部連結
- 稔台｜電車與車站資訊｜京成電鐵